# Sean Parnell
Sean R. Parnell (Hanford, Kalifornia, 1962. november 19. –) amerikai republikánus politikus, 2010. november 2-án négy évre megválasztották Alaszka kormányzójának.